# Карло I (герцог Савойський)
Карло I Воїн (італ. Carlo I il Guerriero; 28 вересня 1468 — 13 березня 1490) — герцог Савойський в 1482—1490 роках.

## Життєпис
Походив з Савойського дому. Третій син Амадея IX, герцога Савойського, та Іоланди Валуа. Народився 1468 року в Кариньяно. Виховувався при французькому королівському дворі.
1482 року після смерті старшого брата Філіберта I успадкував Савойське герцогство. Оскільки на момент успадкування влади він був неповнолітній, регентство отримав його стрийко Філіпп. 1483 року було підпорядковано місто Єнн. Того ж року одружиася на Бланці, представниці Монферратських Палеологів.
1485 року купив в Шарлотти Лузіньян права на Кіпрське, Єрусалимське та Кілікійське королівства. Водночас у зв'язку із повноліттям було скасоване регентство і Карл став повноправним правителем. Відтоак змусив місцевих феодалів припинити беззаконня та грабунки на шляхах.
У 1487 році проти нього виступив Людовик II, маркіз Салуццо, але савойське військо швидко здолало суперника, захопивши маркізат, який було приєданано до Савої.
Помер 1490 року в м. Пінероло, можливо отруєний Людовиком Салуццьким. Йому спадкував син Карло II.

## Родина
Дружина — Бланка, донька Вільгельма VIII Палеолога, маркіза Монферратського
Діти:
- Іоланда Луїза (1487—1499), дружина Філіберта II, герцога Савойського
- Карло (1489—1496), герцог Савойський
- донька (1490)